# De Longovi otoci
De Longovi otoci (rus. Острова Де-Лонга; jakutski: Де Лоҥ Aрыылара (De Loŋ Arıılara)) je nenaseljeno otočje koje je dio Novosibirskih otoka, sjeveroistočno od Novaja Sibira.

## Geografija
Otočje čine otoci Jeannette, Henrietta, Bennett, Viljkicki i Žohov. Ovih pet otoka imaju ukupnu površinu od 228 km². Otok Bennett je najveći, a također uključuje najvišu točku otočja od 426 m/nm. Ovi otoci leže na geografskoj širini od oko 77°N, a djelomično su prekriveni ledenjacima.
Godine 1996. ukupna površina ovih otoka prekrivena ledenim kapama i ledenjacima iznosila je 80,6 km². Ova skupina otoka administrativno pripada Republici Jakutiji, u Rusiji.

| Ime otoka | Ruski naziv        | Površina (km²) | Koordinate                                      |
| --------- | ------------------ | -------------- | ----------------------------------------------- |
| Bennett   | Остров Беннетта    | 150            | 76°42′N 148°59′E / 76.700°N 148.983°E           |
| Henrietta | Остров Генриетты   | 12             | 77°5′25″N 156°34′0″E / 77.09028°N 156.56667°E   |
| Jeannette | Остров Жаннетты    | 3.3            | 76°47′22″N 158°5′28″E / 76.78944°N 158.09111°E  |
| Žohov     | Остров Жохова      | 77             | 76°9′N 152°43′E / 76.150°N 152.717°E            |
| Viljkicki | Остров Вилькицкого | 1.5            | 75°42′45″N 152°27′37″E / 75.71250°N 152.46028°E |

## Geologija
Stijene iz ranog paleozoika, srednjeg paleozoika, krede i neogena kartirane su unutar  De Longovih otoka. Ranopaleozojske stijene su sedimentne stijene iz kambrija i ordovicija prošarane manjim količinama vapnenca. Stijene srednjeg paleozoika sastoje se od pretežno nabranih i rasjednih bazaltnih, andezitnih i dioritskih vulkanoklastita, tufova, lava, nasipa i pragova. Kredne stijene sastoje se od bazalta i slojeva argilita, pješčenjaka i manjeg ugljena. Najmlađe stijene izložene unutar De Longovih otoka su neogene bazaltne vulkanske stijene.

### Kvartarna geologija
De Longovi otoci su nekoć bili velika brda unutar Velike arktičke nizine koja su nekoć činila sjeverni dio kasnopleistocenske "Beringije" između Sibira i Aljaske tijekom posljednjeg glacijalnog maksimuma (kasna Weichselova epoha). Ovi otoci su ono što je ostalo od oko 1.6 milijuna km2 formalno subaerialne Velike arktičke nizine koja sada leži potopljena ispod Arktičkog oceana i Istočnosibirskog mora . Na najvećem opsegu ove ravnice tijekom zadnjeg glacijalnog maksimuma, razina mora bila je 100-120 m ispod moderne razine mora, a obala se nalazila 700 do 1000 kilometara sjeverno od svog trenutnog položaja. Ova ravnica nije bila opsežno zaleđena tijekom kasnog pleistocena niti tijekom posljednjeg glacijalnog maksimuma jer je ležala u kišnoj sjeni sjevernoeuropskog ledenog pokrova. Velika arktička nizina potopljena je, osim Novosibirskih i drugih izoliranih otoka, u relativno kratkom vremenskom rasponu od 7000 godina tijekom ranog i srednjeg holocena.
Tijekom ekstremno hladne polarne klime posljednjeg glacijalnog maksimuma (kasna Weichselova epoha), 17.000 do 24.000 BP, male pasivne ledene kape doista su se formirale na De Longovim otocima. Fragmenti ovih ledenih kapa sačuvani su na otocima Jeannette, Henrietta i Bennett. Na otoku Žohov sačuvani su tragovi nekadašnjih kasnoweichselskih padina i cirkovskih ledenjaka u obliku zakopanih naslaga leda.

## Povijest
Otoci Jeannette, Henrietta i Bennett otkriveni su 1881. u sklopu zlosretne ekspedicije Jeannette, nazvane po USS Jeannette, a zapovijedao je poručnik George W. De Long.
U kolovozu 1901., tijekom ruske arktičke ekspedicije 1900. – 1902., ruski arktički brod Zarya krenuo je preko Laptevskog mora, tražeći legendarnu Zemlju Sannikova (Zemlya Sannikova), ali je put ubrzo bio blokiran plutajućim ledom na Novosibirskim otocima. Tijekom 1902. pokušaji da se dosegne Sannikova Zemlja, za koju se smatra da je iza De Longovih otoka, nastavljeni su dok je Zarya bila zarobljena u ledu. Napuštajući brod, ruski istraživač Arktika barun Eduard von Toll i tri suputnika nestali su zauvijek u studenom 1902. dok su putovali od otoka Bennett prema jugu na labavim santama leda.
Otoke Vilkcki i Žohov otkrio je Boris Viljkicki tijekom Carske ruske hidrografske ekspedicije Arktičkog oceana 1913. odnosno 1914. godine. Leže nešto južnije (oko 76°N), nezaleđene su i niže.
Na otoku Henrietti se od 1937. do 1963. nalazila istraživačka stanica.

## Suverenitet
Neki američki pojedinci zagovaraju američko vlasništvo nad otocima Jeannette, Henrietta i Bennet. Ovu tvrdnju ne podržava vlada SAD-a. Nakon njihovog otkrića 1881., De Long je ove otoke proglasio vlasništvom SAD-a i izvijestio Ministarstvo mornarice SAD-a da se grupa iskrcala na otok Henrietta i zauzela ga. Tijekom 1916. ruski veleposlanik u Londonu izdao je službenu obavijest u smislu da carska vlada smatra ove otoke sastavnim dijelovima Ruskog Carstva. Taj je teritorijalni zahtjev kasnije zadržao Sovjetski Savez. Rezolucija državnog senata Aljaske iz 1988. podržala je američki zahtjev za otočjem, ali je tijekom 1994. Vrhovni sud države Aljaske presudio u predmetu D. Denardo protiv države Aljaske da otok Bennett, zajedno s nekoliko drugih otoka, nije dio Aljaske. Ministarstvo vanjskih poslova SAD-a ustvrdilo je da SAD nikada nisu polagale pravo na bilo koji od otoka, a SAD ih priznaje ruskim teritorijem.

## Galerija
- Istočni kraj otoka Bennett s ledenjačkim tombolom u pozadini
- Tamne obalne litice otoka Henrietta
- Crtež otoka Jeannette iz 1881.
- Karta koja uključuje De Longover otoke (umetak) (AMS, 1964.)
- Karta koja uključuje De Longove otoke (DMA, komp. 1968., rev. 1975.)

## Vanjske poveznice
|  | Zajednički poslužitelj ima još gradiva o temi De Longovi otoci |